# Sphinx anteros
Sphinx anteros är en fjärilsart som beskrevs av Ménétriés 1857. Sphinx anteros ingår i släktet Sphinx och familjen svärmare. Inga underarter finns listade i Catalogue of Life.